# حركة جسيم في بعد واحد
حركة جسيم في بعد واحد (بالإنجليزي: Particle in a one-dimensional lattice)
تُناقَش حركةُ الأيونات الموجبة في بعد واحد بافتراض أن البعد بين أيون وآخر يساوي فرق جهد(كمون) في البنية البلورية.
التمثيل الرياضي للكمون هو دالة دورية خلال الفترة a , يتم حلها بواسطة نظرية بلوخ , فيكون حل الدالة الموجية في معادلة شرودنجرهو :
{\displaystyle \psi (x)=e^{ikx}u(x).\,\!}
حيث أن :
(u(x دالة دورية بشرط أن :{\displaystyle u(x+a)=u(x)\,\!}
نطبق شروط بورن فون - كرمان الحدية عند أطراف الشبكة البلورية , بفرض أن L طول الشبكة بالتالي L >> a وهذا يؤدي إلى أن يكون عدد الأيونات(N) كبير جدا داخل الشبكة بالتالي حركة الأيون تكون خطية وداله الموجية ثابته تقريبا , فيكون لدينا شرط حدي واحد :
{\displaystyle \psi (0)=\psi (L).\,\!}
يمكننا الآن استبدال الحدود استنادا للعلاقة aN = L , وتطبيق نظرية بلوخ ..بالتالي يمكن تكميم العدد الموجي k
{\displaystyle \psi (0)=e^{ik\cdot 0}u(0)=e^{ikL}u(L)=\psi (L)\,\!}
{\displaystyle u(0)=e^{ikL}u(Na)\rightarrow e^{ikL}=1\,\!}
{\displaystyle \Rightarrow kL=2\pi n\rightarrow k={2\pi  \over L}n\qquad \left(n=0,\pm 1,\pm 2,...,\pm {N \over 2}\right).\,\!}

## نموذج كرونيج - بيني
يفسر هذا النموذج حركة الكترونات التوصيل بين حاجز جهد مستطيل تحت تأثير فرق جهد دوري , فتكون دالة الجهد تساوي تقريبا فرق الجهد للمستطيل :
وباستخدام نظرية بلوخ لإيجاد حل الدالة على فترة واحدة 
{\displaystyle For\quad -{\frac {1}{2}}(a-b)<x<{\frac {1}{2}}(a-b):\,\!}
{\displaystyle {-\hbar ^{2} \over 2m}\psi _{xx}=E\psi \,\!}
{\displaystyle \Rightarrow \psi =Ae^{i\alpha x}+A'e^{-i\alpha x}\quad \left(\alpha ^{2}={2mE \over \hbar ^{2}}\right)\,\!}
{\displaystyle For\quad -{\frac {1}{2}}(a+b)<x<-{\frac {1}{2}}(a-b):\,\!}
{\displaystyle {-\hbar ^{2} \over 2m}\psi _{xx}=(E+V_{0})\psi \,\!}
{\displaystyle \Rightarrow \psi =Be^{i\beta x}+B'e^{-i\beta x}\quad \left(\beta ^{2}={2m(E+V_{0}) \over \hbar ^{2}}\right).\,\!}
ولإيجاد الدالة لجميع الفترات u(x) نقوم بحل الدالة الموجية
{\displaystyle \psi (0<x<a-b)=Ae^{i\alpha x}+A'e^{-i\alpha x}=e^{ikx}\cdot \left(Ae^{i(\alpha -k)x}+A'e^{-i(\alpha +k)x}\right)\,\!}
{\displaystyle \Rightarrow u(0<x<a-b)=Ae^{i(\alpha -k)x}+A'e^{-i(\alpha +k)x}.\,\!}
وبنفس الطريقة 
{\displaystyle u(-b<x<0)=Be^{i(\beta -k)x}+B'e^{-i(\beta +k)x}.\,\!}
{\displaystyle \psi (0^{-})=\psi (0^{+})\qquad \psi '(0^{-})=\psi '(0^{+}).\,\!}
{\displaystyle u(-b)=u(a-b)\qquad u'(-b)=u'(a-b).\,\!}
فتكون المصفوفة
{\displaystyle {\begin{pmatrix}1&1&-1&-1\\\alpha &-\alpha &-\beta &\beta \\e^{i(\alpha -k)(a-b)}&e^{-i(\alpha +k)(a-b)}&-e^{-i(\beta -k)b}&-e^{i(\beta +k)b}\\(\alpha -k)e^{i(\alpha -k)(a-b)}&-(\alpha +k)e^{-i(\alpha +k)(a-b)}&-(\beta -k)e^{-i(\beta -k)b}&(\beta +k)e^{i(\beta +k)b}\end{pmatrix}}{\begin{pmatrix}A\\A'\\B\\B'\end{pmatrix}}={\begin{pmatrix}0\\0\\0\\0\end{pmatrix}}.\,\!}
عندما يكون محدد المصفوفة مساويا للصفر , يكون
{\displaystyle \cos(ka)=\cos(\beta b)\cos[\alpha (a-b)]-{\alpha ^{2}+\beta ^{2} \over 2\alpha \beta }\sin(\beta b)\sin[\alpha (a-b)].\,\!}
وللتبسيط 
{\displaystyle b\rightarrow 0\ ;\ V_{0}\rightarrow \infty \ ;\ V_{0}b=\mathrm {constant} \,\!}
{\displaystyle \Rightarrow \beta ^{2}b=\mathrm {constant} \ ;\ \alpha ^{2}b\rightarrow 0\,\!}
{\displaystyle \Rightarrow \beta b\rightarrow 0\ ;\ \sin(\beta b)\rightarrow \beta b\ ;\ \cos(\beta b)\rightarrow 1.\,\!}
بالتالي
{\displaystyle \cos(ka)=\cos(\alpha a)-P{\sin(\alpha a) \over \alpha a}\qquad \left(P={mV_{0}ba \over h^{2}}\right).\,\!}